# Narendra Ekanayake
Narendra Harshanaath Ekanayake (sinh ngày 8 tháng 11 năm 1977) là 1 vận động viên cricket gốc Sri Lanka và hiện đang thi đấu cho đội Bahamas. Ekanayake là 1 left-handed batsman và ném kiểu slow left-arm orthodox. Ekanayak là cựu độ trưởng của tuyển Bahamas.
Ekanayake chơi trận đầu tiên cho Bahamas ở giải  2004 Americas Affiliates Championship đối đầu với Turks and Caicos Islands.	
Ekanayake chơi trận Twenty20 đầu tiên cho Bahamas đối đầu với Cayman Islands ở vòng 1 giải 2006 Stanford 20/20. Ekanayake chơi trận Twenty20 thứ 2 và cũng là cuối cùng ở vòng 1 của giải 2008 Stanford 20/20 với đội Jamaica, anh ghi được 1 wicket với Xavier Marshall.
Ekanayake đại diện cho Bahamas ở giải 2008 ICC World Cricket League Division Five và   2010 ICC Americas Championship Division 2.  Ekanayake đã tham dự giải 2010 ICC Americas Championship Division 1.

## Liên kết khác
- Narendra Ekanayake at Cricinfo
- Narendra Ekanayake at CricketArchive